# 주간고속도로 제86호선 (펜실베이니아주-뉴욕주)
주간고속도로 제86호선 동부선(영어: Interstate 86 (east), I-86E)은 미국 북동부 펜실베이니아주 이리(Erie) 근교에서 북동부 뉴욕주 엘마이라(Elmira)를 잇는 총 연장 316.86km의 부분과 동부 빙엄턴(Binghamton)과 윈저(Windsor)를 연결하는 총 연장 16.03km의 부분으로 나뉘어 있다. 현재 이 두 부분 사이의 도로를 주간고속도로 제86호선 동부선으로 승격시키기 위해 공사 중이다.
한편, 미국 북서부 아이다호주에 위치한 주간고속도로 제86호선과는 번호만 같을 뿐, 별개의 노선이다.